# Suining (Sichuan)
Suining (Forenklet kinesisk: 遂宁; traditionel kinesisk: 遂寧; pinyin: Sùiníng) er et bypræfektur i den kinesiske provins Sichuan. Suining har et areal på 5 326 km² og ca. 3.830.000 indbyggere (2007) med en befolkningstæthed på 719 indb./km².

## Administrative enheder
Byprefekturet Suining har jurisdiktion over 2 distrikter (区 qū) og 3 amter (县 xiàn).
| Kort              | Kort      | Kort   | Kort         | Kort                   | Kort        | Kort      |
| ----------------- | --------- | ------ | ------------ | ---------------------- | ----------- | --------- |
| Kort over Suining |           |        |              |                        |             |           |
| #                 | Navn      | Hanzi  | Pinyin       | Befolkning (2004 est.) | Areal (km²) | Indb./km² |
| Distrikter        |           |        |              |                        |             |           |
| 1                 | Chuanshan | 船山区 | Chuánshān Qū | 670.000                | 618         | 1.084     |
| 2                 | Anju      | 安居区 | Ānjū Qū      | 750.000                | 1.258       | 596       |
| Amter             |           |        |              |                        |             |           |
| 3                 | Pengxi    | 蓬溪县 | Péngxī Xiàn  | 760.000                | 1.251       | 608       |
| 4                 | Shehong   | 射洪县 | Shèhóng Xiàn | 1.040.000              | 1.496       | 695       |
| 5                 | Daying    | 大英县 | Dàyīng Xiàn  | 550.000                | 703         | 782       |

## Trafik
Kinas rigsvej 318, en af Folkerepublikken Kinas længste hovedveje, løber gennem området. Den begynder i Shanghai og fører blandt andet gennem Wuhan og Chengdu på sin vej ind i Tibet og Lhasa og helt frem til en kinesisk grænseovergang til Nepal i Zhangmu.
30°31′N 105°34′Ø / 30.517°N 105.567°Ø